# Marianka (gmina Kałuszyn)
Marianka – wieś sołecka w Polsce położona w województwie mazowieckim, w powiecie mińskim, w gminie Kałuszyn.
W latach 1975–1998 miejscowość należała administracyjnie do województwa siedleckiego.
Według danych z 2011 roku miejscowość zamieszkiwało 30 osób.
Wierni Kościoła rzymskokatolickiego należą do parafii św. Anny w Jakubowie.